# Szczuczyńsk
Szczuczyńsk (kaz. Щучинск, Szczuczinsk; ros. Щучинск, Szczuczinsk) – miasto w północnym Kazachstanie, w obwodzie akmolskim, siedziba administracyjna rejonu Burabaj. W 2018 liczyło ok. 47 tys. mieszkańców. Ośrodek przemysłu środków transportu, szklarskiego, drzewnego i spożywczego.
Miejscowość otrzymała prawa miejskie w 1939 roku.
W mieście funkcjonuje parafia rzymskokatolicka pod wezwaniem św. Abrahama prowadzona przez kapłanów pochodzących z Polski. Budowany jest także nowy kościół w centrum miasta. Znajduje tu się centrum narciarskie Burabaj.